# Колесникова, Наталья Владимировна
Ната́лья Влади́мировна Коле́сникова ― российская гимнастка в прыжках на батуте, Заслуженный мастер спорта России, чемпионка мира 2003 года, двукратная чемпионка Европы (2004, 2010).

## Биография
Родилась 10 октября 1981 года в городе Краснодар, Краснодарский край, РСФСР. 
Наталья прыжками на батуте начала заниматься в возрасте шести лет. Окончила Краснодарское училище олимпийского резерва и Кубанский государственный университет физической культуры.
Тренировалась у Заслуженного тренера СССР и Заслуженного тренера Российской Федерации Виталия Дубко и Заслуженного тренера Российской Федерации Людмилы Немежан. В сборной команде России выступала с 1999 по 2011 год. Колесникова завершила свою спортивную карьеру в 2011 году. Обладательница звания «Мисс Краснодар-2001».

### Спортивная карьера
В 1999 году заняла первое место на чемпионате мира среди юниоров в индивидуальном выступлении. В 2001 году выиграла бронзовую медаль на чемпионате России в индивидуальном выступлении. Уже через год, 2002 году стала чемпионкой на чемпионате России в командном первенстве.
На чемпионате мира по прыжкам на батуте в Ганновере (Германия) Наталья Колесникова завоевала золотую медаль в командном первенстве. В 2005 году на чемпионате мира в Эйндховене (Нидерланды) она стала серебряной медалисткой также в команде. В 2007 году на чемпионате мира в Квебеке (Канада) стала уже бронзовом призёром и снова в команде.
В составе команды России стала дважды побеждала на первенствах Европы в 2004 и 2010 годах (Варна, Болгария). Наталья Колесникова была многократной победительницеё и призёром чемпионатов России  с 2001 по 2011 годы в командном и так и в личном зачёте.
За большие достижения в прыжках на батуте Наталья Владимировна Колесникова была удостоена почётного звания «Заслуженный мастер спорта России».